# Consorci Provincial de Bombers de València
El Consorci Provincial de Bombers de València (CPBV) és un cos de bombers encarregat de les tasques de prevenció i d'extinció d'incendis i també de rescat en les comarques centrals i de l'interior que constituïxen la província de València.
Es tracta d'un organisme públic que depén de la Diputació de València i de la Generalitat Valenciana i que fon creat el 31 d'octubre del 1986 per a poder atorgar el servici antiincendis i de salvament als municipis més xicotets que, amb menor xifra d'habitants i pressupost, no poden allotjar un quarter de bombers. També té assignat el reforç preventiu en cas de tempestats i d'assistència en situacions crítiques al cos municipal de Bombers de València.
En data de 2023, incloïa en la seua assemblea 243 dels 267 municipis d'esta província, el 91% del total. Açò el convertia, amb 1.200 efectius, en el consorci d'emergències amb més personal de l'Estat espanyol, tenint en compte els seus bombers, administratius i responsables de logística. A banda de la seua funció contra casos d'emergències, eixe any se li va assignar una comissió de valoració documental atés el caràcter patrimonial dels seus arxius històrics.
D'ençà de la dècada del 2010, la seua estructura en un marc provincial ha estat posada en qüestió i considerada com a obsoleta per diversos motius. Se li atribuïx una falta d'unificació logística, material i corporativa amb els altres cossos provincials del País Valencià, la semblança al model uniprovincial de Madrid que no encaixa en la governança territorial valenciana i la manca de claredat jurídica i planificació més enllà de l'obligatorietat d'un cos de bombers propi en municipis amb més de 20.000 habitants. A més, s'ha denunciat algunes voltes els pocs recursos humans destinats a l'extinció d'incendis i la lentitud en algunes de les accions de salvament, sobretot quan ocorren entre els límits provincials amb Alacant i Castelló. Per estes raons, es va arribar a suggerir institucionalment la creació d'un cos unificat de bombers de la Generalitat Valenciana que poguera tenir un àmbit d'actuació nacional a tot el país.
El Consorci Provincial inclou bombers, brigades d’emergència, tècnics, coordinadors, protecció civil, unitat logística, unitat de maquinària pesada i el personal d’unitats de comandament.